# Rajsamand
Rajsamand è una suddivisione dell'India, classificata come municipality, di 55.671 abitanti, capoluogo del distretto di Rajsamand, nello stato federato del Rajasthan. In base al numero di abitanti la città rientra nella classe II (da 50.000 a 99.999 persone).

## Geografia fisica
La città è situata a 25° 4' 0 N e 73° 52' 60 E e ha un'altitudine di 546 m s.l.m..

## Società

### Evoluzione demografica
Al censimento del 2001 la popolazione di Rajsamand assommava a 55.671 persone, delle quali 29.005 maschi e 26.666 femmine. I bambini di età inferiore o uguale ai sei anni assommavano a 8.536, dei quali 4.368 maschi e 4.168 femmine. Infine, coloro che erano in grado di saper almeno leggere e scrivere erano 37.531, dei quali 22.299 maschi e 15.232 femmine.